# بني زيد الشرقية
بني زيد الشرقية هو مجلس بلدي فلسطيني مكون من قريتي عارورة ومزارع النوباني، وهي من بلديات الضفة الغربية في محافظة رام الله والبيرة، بلغ عدد سكانها حوالي 5,543 نسمة (لا يشمل المغتربين) حسب التعداد العام للسكان والمساكن والمنشآت الذي أجراه الجهاز المركزي للإحصاء الفلسطيني عام 2017. وهي من المناطق المحتلة في حرب عام 1967. تم حله عام 2020.

## التاريخ الحديث والمعاصر
كانت عارورة ومزارع النوباني جزءًا من قضاء بني زيد في سنجق القدس. ويعد زيت الزيتون المنتج الزراعي الرئيسي للتجمع.

### عارورة
عُثر على قطع من الفخار من عصر العصر الحديدي، والأخمينيون، والعصر الهلنستي، الإمبراطورية الرومانية والبيزنطية، الدول الصليبية/الدولة الأيوبية في القرية. وأيضًا عثر على شظايا فخار من العصر المملوكي.

#### الدولة العثمانية
تبعت عارورة إلى الإمبراطورية العثمانية في عام 1517 مع كل فلسطين. في عام 1596 ظهر لأول مرة اسم عارورة في سجلات الضرائب العثمانية، وكانت إدارياً تتبع ناحية القدس ضمن سنجق القدس، حيث دفعوا معدل ثابت للضريبة بنسبة 33,3٪ على المنتجات الزراعية المختلفة، مثل القمح، والشعير، والمحاصيل الصيفية، والزيتون، والماعز، وخلايا النحل. في عام 1838 زار الباحث الأمريكي إدوارد روبنسون القرية وذكر أنها قرية إسلامية ضمن منطقة بني زيد شمال القدس.
في أواخر العهد العثماني، في عام 1870، وصل عالم الآثار الفرنسي فيكتور جويرين إلى عارورة، وقدر أن عدد سكانها بين 350 و400 نسمة. وجد ألبرت سوسين عام 1870، أن القرية بها قائمة قروية رسمية تشير لوجود 300 رجل في القرية في 91 منزل.
عام 1882، أجرى صندوق استكشاف فلسطين الغربية مسحاً للقرية ووصفها بأنها «قرية صغيرة على أرض مرتفعة، وفيها خمس أماكن مقدسة إلى الجانب الغربي منها». عام 1896 قدر عدد سكان القرية ب 540 نسمة.

#### الانتداب البريطاني
في عام 1917، وقعت مزارع النوباني بيد الجيش البريطاني، ودخلت القرية مع باقي فلسطين مظلة الانتداب البريطاني على فلسطين عام 1920 حتى وقوع النكبة عام 1948. أجرت سلطات الانتداب البريطاني تعدادا عاما للسكان عام 1922، وقد بلغ عدد السكان حوالي 426 نسمة جميعهم مسلمين. ثم ازداد عددهم حتى وصل إلى 566 نسمة يسكنون 131 بيت وجميعهم مسلمين في تعداد عام 1931. أما في تعداد عام 1945، فبلغ عدد السكان حوالي 660 نسمة وجميعهم مسلمون، وكانت مساحة الأرض نحو 10,978 دونمًا منها فقط 26 دونم منطقة سكنية.

#### الإدارة الأردنية
في أوائل خمسينيات القرن العشرين أتبعت عارورة للحكم الأردني بين حربي 1948 و1967، وكان عدد سكانها آنذاك حوالي 1,337 نسمة عام 1961.

#### حرب 1967
وقعت القرية في يد الاحتلال بعد حرب النكسة عام 1967. حصل انخفاض حاد في عدد السكان إلى ما يقرب النصف بسبب نزوحهم أثناء حرب 1967.

#### السلطة الفلسطينية
بعد تأسيس السلطة الفلسطينية، استلمت السلطة الوطنية الفلسطينية القرية ووضعتها تحت سيطرتها المدنية والأمنية. وألحقتها إداريًا بمحافظة رام الله والبيرة.

### مزارع النوباني

#### الدولة العثمانية
تبعت عارورة إلى الإمبراطورية العثمانية في عام 1517 مع كل فلسطين. في عام 1596 ظهر لأول مرة اسم مزارع النوباني في سجلات الضرائب العثمانية تحت اسم مزرعة عباس، وكانت إدارياً تتبع ناحية القدس ضمن سنجق القدس، حيث دفعوا معدل ثابت للضريبة بنسبة 33,3٪ على المنتجات الزراعية المختلفة، مثل القمح، والشعير، والمحاصيل الصيفية، والزيتون، والماعز، وخلايا النحل. في عام 1838 زار الباحث الأمريكي إدوارد روبنسون القرية وذكر أنها قرية إسلامية ضمن منطقة بني زيد شمال القدس.
في أواخر العهد العثماني، في عام 1870، وصل عالم الآثار الفرنسي فيكتور جويرين إلى عارورة، وقدر أن عدد سكانها بين 600 نسمة. وجد ألبرت سوسين عام 1870، أن القرية بها قائمة قروية رسمية تشير لوجود 560 رجل في القرية في 163 منزل.
عام 1882، أجرى صندوق استكشاف فلسطين الغربية مسحاً للقرية ووصفها بأنها «قرية حجمها معتدل على أرض مرتفعة». عام 1896 قدر عدد سكان القرية بحوالي 1008 نسمة.

#### الانتداب البريطاني
في عام 1917، وقعت مزارع النوباني بيد الجيش البريطاني، ودخلت القرية مع باقي فلسطين مظلة الانتداب البريطاني على فلسطين عام 1920 حتى وقوع النكبة عام 1948. أجرت سلطات الانتداب البريطاني تعدادا عاما للسكان عام 1922، وقد بلغ عدد السكان حوالي 611 نسمة. ثم ازداد عددهم حتى وصل إلى 864 نسمة يسكنون 684 بيت وجميعهم مسلمين في تعداد عام 1931. أما في تعداد عام 1945، فبلغ عدد السكان حوالي 1,090 نسمة وجميعهم مسلمون، وكانت مساحة الأرض نحو 9,631 دونمًا منها فقط 59 دونم منطقة سكنية.

#### الإدارة الأردنية
في أوائل خمسينيات القرن العشرين أتبعت مزارع النوباني للحكم الأردني بين حربي 1948 و1967، وكان عدد سكانها آنذاك حوالي 1,358 نسمة عام 1961.

#### حرب 1967
وقعت مزارع النوباني في يد الاحتلال بعد حرب النكسة.

#### السلطة الفلسطينية
بعد تأسيس السلطة الفلسطينية، استلمت السلطة الوطنية الفلسطينية القرية ووضعتها تحت سيطرتها المدنية والأمنية. وألحقتها إداريًا بمحافظة رام الله والبيرة.

## الاندماج والفصل
تشكلت بلدية بني زيد الشرقية بعد اندماج قرى عارورة، ومزارع النوباني وعبوين قبل الانتخابات المحلية الفلسطينية 2004-2005، لاحقًا انفصلت عبوين عن المجلس المشترك. في سنة 2020 تم حل «بلدية بني زيد الشرقية» واستحداث مجلس قروي «مزارع النوباني»، ومجلس قروي «عارورة».

## وصلات خارجية
- صفحة مزارع النوباني في موقع «فلسطين في الذاكرة».
- صفحة عارورة في موقع «فلسطين في الذاكرة».